# 8067 Helfenstein
8067 Helfenstein è un asteroide della fascia principale del diametro medio di circa 23 km. Scoperto nel 1980, presenta un'orbita caratterizzata da un semiasse maggiore pari a 2,5754615 UA e da un'eccentricità di 0,1435290, inclinata di 15,33175° rispetto all'eclittica.